# Canale di Port Real Marina
Il canale di Port Real Marina si trova nell'Arcipelago di Alessandro Arcipelago Alexander) nell'Alaska sud-orientale (Stati Uniti d'America).

## Etimologia
Il nome di questo canale è stato assegnato il 22 maggio 1779 da Francisco Antonio Mourelle (1750 - 1820), ufficiale della marina ed un esploratore spagnolo. Il nome inizialmente era "Puerto de la Marina" e probabilmente è stato dato per le sue dimensioni: era abbastanza grande da contenere l'intera flotta navale spagnola.

## Geografia
Il canale di Port Real Marina si trova tra l'isola di Lulu (Lulu Island) a nord e l'isola di Baker (Baker Island) a sud. Si estende, da ovest a est, dallo stretto di Siketi (Siketi Sound) all'incrocio del canale di Portillo (Portillo Channel) a nord e del canale di Ursua (Ursua Channel) a sud-est.

### Isole del canale
Nel canale sono presenti le seguenti principali isole (da ovest a est):
- Isola di Pigeon (Pigeon Island)[4] 55°26′04″N 133°33′43″W - L'isola, con una elevazione di 18 metri, si trova all'entrata ovest del canale
- Isola di Triste (Triste Island)[5] 55°25′14″N 133°29′42″W - L'isola si trova al centro del canale.
- Isola di Muerta (Muerta Island)[6] 55°25′11″N 133°29′19″W - L'isola si trova al centro del canale.
- Isola di Santa Rita (Santa Rita Island)[7] 55°25′00″N 133°27′31″W - L'isola, con una elevazione di 28 metri, si trova all'entrata del canale Port Mayoral (Port Mayoral).
- Isola di Saint Ignace (Saint Ignace Island)[8] 55°24′10″N 133°25′33″W - L'isola, con una elevazione di 302 metri, si trova all'entrata ovest del canale.
- Isola di Pine (Pine Island)[9] 55°26′17″N 133°27′14″W - L'isola, con una elevazione di 2 metri, si trova più o meno al centro del canale.

### Insenature e altre masse d'acqua
Nel canale sono presenti le seguenti principali insenature (da ovest a est):
- Canale di Paloma (Paloma Pass)[10] 55°26′04″N 133°33′18″W - Il piccolo canale Paloma divide l'isola di Lulu  (Lulu Island) dall'isola di Rosa (Rosa Island).
- Canale di Port Mayoral (Port Mayoral)[11] 55°23′32″N 133°26′58″W - Il canale di Port Mayoral divide l'isola di Baker (Baker Island) dall'isola di St. Ignace (St. Ignace Island).

### Promontori del canale
Nel canale sono presenti i seguenti promontori (da ovest a est):
- Promontorio di Triste (Triste Point)[12] 55°25′05″N 133°29′57″W - Il promontorio, con una elevazione di 13 metri, si trova di fronte all'isola di Muerta (Muerta Island).
- Promontorio di Santa Rosa (Point Santa Rosa)[13] 55°24′40″N 133°27′31″W - Il promontorio, con una elevazione di 17 metri, si trova di fronte all'isola di Santa Rita (Santa Rita Island), all'imbocco settentrionale del canale di Port Mayoral (Port Mayoral).
- Promontorio di Gorda (Point Gorda)[14] 55°25′28″N 133°25′56″W - Il promontorio, con una elevazione di 21 metri, si trova a nord dell'isola di Sant Ignace (Sant Ignace Island).
- Promontorio di Arrecite (Arrecite Point)[15] 55°27′06″N 133°25′54″W - Il promontorio, con una elevazione di 6 metri, si trova di fronte all'isola di Arrecite (Arrecite Island).